# Víctor Manuel Torres Herrera
Víctor Manuel Torres Herrera es un político mexicano del Partido Acción Nacional. Nació el 12 de febrero de 1958 en Martínez de la Torre, Veracruz. Estudió su bachillerato en la Universidad de Colima e Ingeniero agrónomo egresado de la Universidad Autónoma Metropolitana. Tiene un diplomado en Alta Administración Municipal en el Instituto Tecnológico y de Estudios Superiores de Monterrey. Es miembro del PAN desde 1985 y fue Secretario de Acción Política, secretario de Acción Ciudadana y secretario general del Comité Directivo Municipal de Villa de Álvarez, Colima. De 1998 a 2000 fue secretario general y presidente del Comité Directivo Estatal. Fue candidato a presidente municipal de Villa de Álvarez en 1988, diputado local en 1991 y a diputado federal en 1997. Diputado local en el Congreso de Colima de 1994 a 1997. Fue senador en la LIX Legislatura del Congreso de la Unión de México y diputado en la LVIII Legislatura del Congreso de la Unión de México y en la LX Legislatura del Congreso de la Unión de México.